# Martin Wähler
Martin Wähler (* 6. Mai 1889 in Orlamünde; † 3. Juni 1953 in Berlin) war ein deutscher Volkskundler. Er vertrat die rassistische Vorstellung eines dauerhaften, in Rasse und Lebensraum wurzelnden National- und Stammescharakters.

## Leben und Bedeutung
Martin Wähler studierte Klassische Philologie, Geschichte, ev. Theologe und Philosophie bis zur Promotion 1912 in Jena mit einer Dissertation über Marcus Terentius Varro, die er noch in lateinischer Sprache schrieb. Er wirkte zunächst als Studienrat und Hochschuldozent in Erfurt. Von 1929 bis 1932 war er Professor für Volkskunde an der Pädagogischen Akademie Erfurt, die bereits 1932 wieder geschlossen wurde, worauf er noch kurzzeitig an die Pädagogische Akademie Halle (Saale) abgeordnet wurde. Wähler war in vielen historischen Vereinen Erfurts aktiv und wurde Mitglied der Akademie gemeinnütziger Wissenschaften zu Erfurt.
Nach der „Machtergreifung“ der Nationalsozialisten zeigte Wähler offen seine Nähe zur NS-Ideologie. So publizierte er beispielsweise 1934 einen antisemitischen Beitrag in der Zeitschrift für Deutschkunde: „Der größte Teil der Lieder bei den Nationalsozialisten gibt Wege zur Durchführung des Programms, zur Gewinnung der Herrschaft. Revolutionär wie das Ziel ist der Weg. Aus der Zeit des Kampfes stammt das nationalsozialistische Lied ›Wir sind Hitlers braunes Heer, heia, hoho! Wir machen Bonzensessel leer …‹, später erweitert zu: ›So stehn die Sturmkolonnen, – zum Rassenkampf bereit …‹“.
Nach der Schließung der PA Halle ging Wähler zurück in den Schuldienst, wurde aber 1934 erneut an die Hochschule für Lehrerbildung Frankfurt (Oder) als Professor für Volkskunde berufen. 1935 wurde er Professor und stellvertr. Direktor an der Hochschule für Lehrerbildung in Hannover. 1937 trat er der NSDAP und dem NS-Dozentenbund bei. Nach der Umwandlung der HfL in eine Lehrerbildungsanstalt wurde er an die Universität Leipzig überstellt. 1942 erhielt er als Vertreter von Heinrich Harmjanz einen Lehrstuhl an der Johann Wolfgang Goethe-Universität Frankfurt am Main.
Nach dem Ende des Zweiten Weltkriegs war er erneut Lehrer in Erfurt. Er wechselte 1950 nach Westberlin, wo er kurzzeitig apl. Professor für Volkskunde wurde und 1953 starb.
Wähler gehörte zu den profiliertesten Volkskundlern der 1920er bis 1950er Jahre. „Der deutsche Volkscharakter“ (1937) und „Thüringische Volkskunde“ (1940) galten als Standardwerke. Hierbei ist die starke Prägung durch völkische Vorstellungen seit dem Ersten Weltkrieg 1914/18 und die ideologische Nähe zum Nationalsozialismus nicht zu übersehen. An diesem prominenten Vertreter der Volkskunde wird das Spannungsverhältnis von Wissenschaftsverständnis und völkischer Ideologie sowie Nationalsozialismus deutlich.

## Schriften (Auswahl)
- De varronis rerum rusticarum fontibus quaestiones selectae, Dissertation Jena 1912
- Thüringische Kirchengeschichte. Quelle & Meyer, Leipzig 1926.
- Symbolik im Volksleben der Gegenwart und ihre Bedeutung für die Volksgemeinschaft. In: Volkskundliche Gaben. John Meier zum siebzigsten Geburtstage dargebracht, Berlin: de Gruyter 1934, S. 282–292.
- Der deutsche Volkscharakter. Eine Wesenskunde der deutschen Volksstämme und Volksschläge. Diederichs, Jena 1937.
- Thüringische Volkskunde. Diederichs, Jena 1940.